# Ho Chi Minh Challenger 2007
L'Ho Chi Minh Challenger 2007 è stato un torneo di tennis facente parte della categoria ATP Challenger Series nell'ambito dell'ATP Challenger Series 2007. Il torneo si è giocato a Ho Chi Minh in Vietnam dal 12 al 18 marzo 2007 su campi in cemento e aveva un montepremi di $50 000+H.

## Vincitori

### Singolare
Pavel Šnobel ha battuto in finale  Farruch Dustov con il punteggio di 6–3, 7–6(3)

### Doppio
Xin-Yuan Yu /  Zeng Shaoxuan hanno battuto in finale  Sebastian Rieschick /  Yen-Tzuoo Wang con il punteggio di 7–6(2), 6–3